# Alimmainen Kuusijärvi
Alimmainen Kuusijärvi eller Kuusijärvi är en sjö i Finland. Den ligger i kommunen Posio i landskapet Lappland, i den norra delen av landet, 700 km norr om huvudstaden Helsingfors. Alimmainen Kuusijärvi ligger 212,2 meter över havet. Den ligger vid sjön Salmijärvi. Arean är 1,04 kvadratkilometer och strandlinjen är 4,23 kilometer lång. Sjön  ingår i Ijo älvs huvudavrinningsområde. 